# Ral Donner
Ralph Stuart Emanuel Donner (* 10. Februar 1943 in Chicago, Illinois, USA; † 6. April 1984 ebenda), besser bekannt als Ral Donner, war ein US-amerikanischer Rock’n’Roll-Sänger und Songwriter, dessen Stimme der von Elvis Presley ähnelte.

## Leben

### Kindheit
Donner wurde als letztes von insgesamt vier Kindern der Eheleute Ralph und Kathryn Donner geboren. Er hatte zwei Brüder und eine Schwester.
Weil es in seiner Familie üblich war, die freien Abende gemeinsam am Piano zu verbringen, wurde sein musikalisches Interesse früh geweckt und gefördert. Bereits im Alter von nur acht Jahren hatte er im Rahmen eines religiösen Konvents mit dem Titel Youth For Christ Rally seinen ersten öffentlichen Auftritt in der Konzerthalle seiner Heimatstadt Chicago, wo er den Gospelsong It Is No Secret zum Besten gab. Bald wirkte er im Kirchenchor der Norwood Park Baptist Church mit, der 1954 von einem lokalen Fernsender übertragen wurde. Bei dieser Gelegenheit sang er das Lied The Old Rugged Cross.

### Karriere
Seinen ersten öffentlichen Auftritt als Rock-’n’-Roll-Sänger hatte Donner am 6. September 1957 bei einer Tanzveranstaltung in der von ihm besuchten Chicagoer Taft High School. Am 3. Januar 1958 nahm er seine erste Demo-Single auf, die die Lieder Miss Ann und Oh Boy enthielt.
Mit dem Remake des erst kurz zuvor von Elvis aufgenommenen Titels Girl Of My best Friend (der Platz eins der UK-Single-Charts erreichte, in den USA aber nicht auf Single erschien), gelang ihm der Durchbruch. Seine Version kam dem Musikmagazin Billboard zufolge auf Platz 19 der US-Hitparade und erreichte in seiner Heimatstadt Chicago sogar den zweiten Platz (laut WLS Radio’s Silver Dollar Survey).
Seinen größten Hit landete er mit dem Lied You Don’t Know What You’ve Got, das im Juni 1961 veröffentlicht wurde und im September den vierten Platz der US-Hitparade (Billboard) erreichte.
Dass es mit seiner Karriere schon bald steil bergab gehen sollte, lag an den Spannungen mit seinem Plattenproduzenten, der mit der Tantiemen-Zahlung in Rückstand war. Daher verweigerte Donner die weitere Zusammenarbeit und erwog den Wechsel der Plattenfirma. Morris Levy, der Inhaber seines bisherigen Vertragspartners, verfügte allerdings über beste Verbindungen im Musikgeschäft und drohte ihm mit ernsthaften Konsequenzen, sollte Donner die Zusammenarbeit beenden. Tatsächlich war es für ihn danach äußerst schwierig, einen neuen Plattenvertrag zu bekommen. Nach einem harten Jahr ohne Engagement arbeitete er schließlich für verschiedene Plattenfirmen, brachte bei einer Firma aber selten mehr als nur eine Single auf den Markt. Der Tod von Elvis sollte ihn zu einem Comeback bewegen (vgl. nächsten Abschnitt).

### Krankheit und Tod
1977 stellten sich akute Beschwerden im Lungenbereich ein. Donner konsultierte deswegen das Chicagoer Swedish Covenant Hospital, doch konnte man dort keine Indizien für eine ernsthafte Erkrankung feststellen. Im Frühjahr 1980 stellten sich schwere Hustenanfälle ein, die nicht mehr verschwanden. Ende August wachte er eines Nachts auf und hatte einen Hustenanfall, bei dem er Blut spuckte. Begleitet von seiner Frau Linda begab er sich direkt zur Notfallaufnahme des Swedish Covenant Hospital, wo man seine Brust röntgte und je einen Fleck in beiden Lungenflügeln entdeckte. Die weiteren Untersuchungen erhärteten den Anfangsverdacht auf Lungenkrebs. Man fand einen sehr kompetenten Arzt, der Donner in das Chicagoer Rush-Presbyterian-St. Luke’s Hospital verwies, wo er einige Male operiert wurde und die bestmögliche Pflege erhielt. Er verstarb im Alter von nur 41 Jahren und hinterließ seine Frau Linda und seine beiden Söhne Ral (* 1972) und Erik (* 1979).

## Ral Donner und Elvis Presley
When I first heard Ral I thought this guy sure sounds like Elvis! (Steve Alaimo)
Obwohl Donner zeitlebens ein glühender Anhänger von Frank Sinatra war, wurde seine musikalische Karriere am stärksten von Elvis Presley beeinflusst. Als Vierzehnjähriger besuchte er in seiner Heimatstadt Chicago ein Elvis-Konzert, das ihn zutiefst prägte. Ähnlich verhielt es sich zwanzig Jahre später. Die Nachricht vom Tod des King of Rock’n’Roll schockierte ihn zutiefst, spornte ihn aber gleichzeitig zu einem Comeback an, weil er seinem Idol einen Nachruf in Form eines Liedes widmen wollte. Es entstand The Day The Beat Stopped, das Anfang 1978 auf Single veröffentlicht wurde und später auch auf der LP To Elvis – Love Still Burning erschien, auf der noch weitere Entertainer der verstorbenen Rocklegende huldigten.
Kurz vor seinem eigenen Tod wurde ihm die Ehre zuteil, in dem Dokumentarfilm Das ist Elvis (This is Elvis) seinem Idol die Stimme zu leihen.
Zweimal begegnete er Elvis persönlich auf dessen Anwesen in Beverly Hills: im September 1961 und im Oktober 1962. Donner erzählte später einmal: „Als ich Elvis das zweite Mal traf, kam er langsam und mit hängendem Kopf auf mich zu. Als er näher kam, hob er seinen Kopf mit diesem berühmten Grinsen und begann To Love Someone zu singen, was mich zutiefst bewegte. Er sagte, dass es ein großartiges Lied sei.“

## Lieder (Auswahl)
- A Tear In My Eye
- Beyond The Heartbreak
- Girl Of My Best Friend
- I Didn’t Figure On Him
- I Got Burned
- I Wish This Night Would Never End
- Nine Times Out Of Ten
- Please Don’t Go
- She’s Everything
- So Close To Heaven
- The Day The Beat Stopped
- To Love Someone
- Will You Love Me In Heaven
- You Don’t Know What You’ve Got